# Chiaroscuro (Bass Communion)
Chiaroscuro is een livealbum van de Britse muziekgroep Bass Communion, die bestaat uit alleen Steven Wilson. Bass Communion is de bandnaam voor zijn ambientmuziek. Het album is grotendeels opgenomen tijdens het concert in Cultureel Centrum Luchtbal in Antwerpen op 1 november 2008 (track 1). Fusilier is een studio-opname uit februari 2008, die tijdens het concert werd uitgegeven. Het concert werd gegeven in samenwerking met Fear Falls Burning, een Belgische eenpersoonsband op ambientgebied.

## Tracks
1. "Chiaroscuro" - 37:50
2. "Fusilier" - 7:55

## Musicus
- Steven Wilson - gitaar, laptop